# Sezione sottile

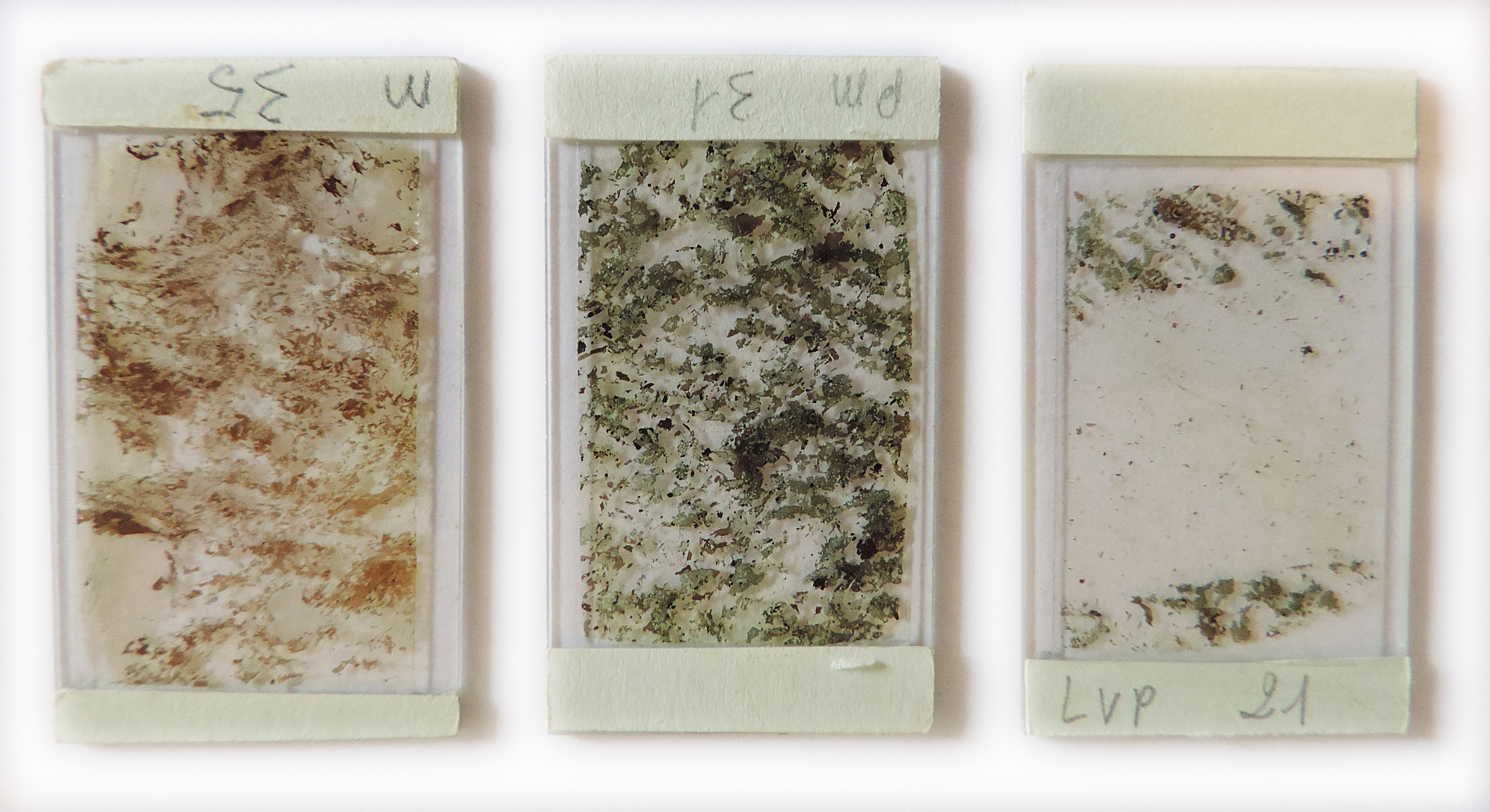
Esempi di sezioni sottili montate su vetrini. La superficie è di circa 4 cm2 e lo spessore di 30 μm

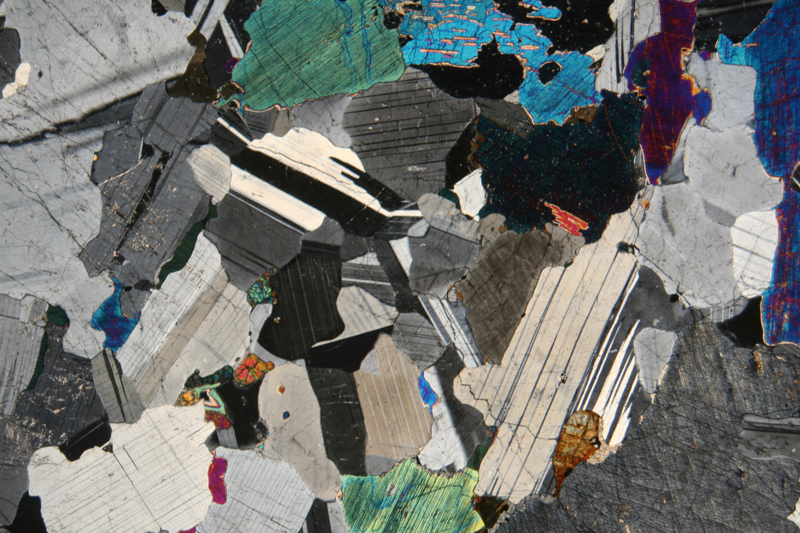
Come appare un Gabbro visto al microscopio a polarizzatori (o nicol) incrociati

In mineralogia ottica e in petrografia si intende per sezione sottile una preparazione di laboratorio cui vengono sottoposti campioni di roccia, minerali o suolo al fine di renderli analizzabili con un  microscopio petrografico. Per preparare una sezione sottile una scaglia di roccia viene tagliata dal campione con una sega petrografica, viene montata su di un vetrino portaoggetti da laboratorio, viene quindi asportata con una sega da retrotaglio la parte eccedente, quindi lavorata con mole diamantate o abrasivi fino a ridurre il suo spessore a 0,03 millimetri (30 micrometri).
Quando si mette una sezione sottile tra due filtri polarizzanti, orientati secondo il corretto angolo, le proprietà ottiche dei minerali li rendono più facilmente riconoscibili. Nella fotografia a destra, per esempio, si possono vedere cristalli di plagioclasio, riconoscibili per i colori da grigio scuro a bianco crema in bande parallele, e  di olivina, che si presentano azzurri.
Le sezioni sottili vengono quindi preparate per analizzare la composizione di una roccia, e sono uno strumento fondamentale nell'analisi petrografica.